# Paléontologie des vertébrés
La paléontologie des vertébrés est le sous-domaine de la paléontologie qui cherche à découvrir, à travers l'étude des restes fossilisés, le comportement, la reproduction et l'apparence des vertébrés fossiles (animaux dotés de vertèbres et leurs descendants). Il tente également de relier, en utilisant la chronologie de l’évolution, les animaux du passé et leurs parents d’aujourd’hui.

## Description
Les archives fossiles montrent des aspects du chemin évolutif sinueux depuis les premiers vertébrés aquatiques jusqu'aux poissons modernes ainsi que les mammifères, les oiseaux, les reptiles et les amphibiens, avec une multitude de fossiles de transition, bien qu'il reste encore de grandes zones vierges. Les premiers vertébrés fossiles connus étaient des poissons fortement blindés découverts dans des roches de la période ordovicienne il y a environ 485 à 444 Ma (mégaannum, il y a un million d'années), avec des vertébrés à mâchoires émergeant au cours de la période silurienne suivante (444 à 419 Ma) avec les placodermes et les acanthodiens. La période du Dévonien (419 à 359 Ma) a vu des poissons primitifs respirant l'air développer des membres leur permettant de marcher sur terre, devenant ainsi les premiers vertébrés terrestres, les stégocéphales.
La brèche de Romer au début du Carbonifère (359 à 299 Ma) a laissé peu de choses des premiers stégocéphales, mais a permis à des vertébrés plus adaptés à la vie terrestre de s'épanouir dans leur sillage. Les tétrapodes du groupe de la couronne sont apparus au début du Carbonifère, les temnospondyles dominant l'écosystème et devenant la première mégafaune vertébrée terrestre. Une lignée de reptiliomorphes a développé un métabolisme mieux adapté à la vie exclusivement terrestre, ainsi qu'une nouvelle forme de reproduction les libérant de l'eau : l'œuf amniotique, avec des amniotes à part entière apparaissant au milieu du Carbonifère. Les requins et leurs parents holocéphales prospéraient dans les mers, tandis que les rivières étaient dominées par des poissons à nageoires lobées comme les rhizodontes.
Durant la période Permienne (299 à 252 Ma), l'une des deux branches majeures des amniotes, les synapsides, a prospéré, les thérapsides dérivés prenant le relais au milieu de la période. La Grande Mort a anéanti la majeure partie de la diversité des synapsides, les archosaures émergeant de l'autre branche des sauropsides, remplaçant bon nombre d'entre eux au cours de la période du Trias (252 à 201 Ma). Les Lissamphibiens, amphibiens modernes, sont probablement issus des temnospondyles à cette époque. Les vrais mammifères, dérivés des thérapsides cynodontes, sont apparus au Trias moyen à peu près en même temps que les dinosaures, issus d'un clade d'archosaures. Dans le même temps, les poissons à nageoires rayonnées se sont diversifiés, conduisant les poissons téléostéens à dominer les mers.
Les oiseaux ancestraux (Avialae) comme Archaeopteryx ont évolué pour la première fois à partir de dinosaures au Jurassique, avec des oiseaux du groupe de la couronne (Neornithes) émergeant au Crétacé entre 100 a et 60 Ma.
L’extinction massive du K-Pg a anéanti de nombreux clades de vertébrés, notamment les ptérosaures, les plésiosaures, les mosasaures et presque tous les dinosaures, laissant ainsi ouvertes de nombreuses niches écologiques. Alors que les mammifères thériens avaient déjà évolué au Jurassique supérieur, ils ont pris de l'importance au Paléogène après l'extinction massive et le sont encore aujourd'hui, bien que les squamates et les oiseaux soient toujours en tête en termes de diversité.

## Histoire
L'une des personnes qui ont aidé à comprendre la progression des vertébrés était le zoologiste français Georges Cuvier (1769-1832), qui s'est rendu compte que les fossiles trouvés dans des strates rocheuses plus anciennes différaient grandement des fossiles plus récents ou des animaux modernes. Il a publié ses découvertes en 1812 et, bien qu'il ait fermement réfuté l'évolution, ses travaux ont prouvé la théorie (à l'époque) contestée de l'extinction des espèces.
On attribue à Thomas Jefferson le lancement de la science de la paléontologie des vertébrés aux États-Unis avec la lecture d'un article à l'American Philosophical Society de Philadelphie en 1797. Jefferson a présenté les os fossiles d'un paresseux terrestre trouvé dans une grotte de l'ouest de la Virginie et a nommé le genre Megalonyx. L'espèce a finalement été nommée Megalonyx jeffersonii en son honneur,,. Jefferson correspondit avec Cuvier, lui envoyant notamment une cargaison d'os très recherchés du mastodonte américain et du mammouth laineux.
La paléontologie démarre véritablement avec la publication des Recherches sur les poissons fossiles (1833-1843) du naturaliste suisse Louis Agassiz (1807-1873). Il a étudié, décrit et répertorié des centaines d’espèces de poissons fossiles, commençant ainsi une étude sérieuse sur la vie des animaux disparus. Avec la publication de l'Origine des espèces de Charles Darwin en 1859, le domaine s'est doté d'un cadre théorique. Une grande partie des travaux ultérieurs ont consisté à cartographier la relation entre les organismes fossiles et existants, ainsi que leur histoire à travers le temps.
Dans les temps modernes, Alfred Romer (1894-1973) a écrit ce qui a été appelé le manuel définitif sur le sujet, intitulé Paléontologie des vertébrés.[8] Il montre la progression de l'évolution des poissons fossiles, des amphibiens et des reptiles à travers une anatomie comparée, y compris une liste de tous les genres de vertébrés fossiles (alors) connus. Romer est devenu le premier président de la Société de paléontologie des vertébrés en 1940, aux côtés du cofondateur Howard Chiu. Un ouvrage mis à jour qui perpétue en grande partie la tradition de Romer, et par beaucoup considéré comme un livre définitif sur le sujet, a été écrit par Robert L. Carroll de l'Université McGill, le texte de 1988 Vertebrate Paleontology and Evolution. Carroll a été président de la Société de paléontologie des vertébrés en 1983. La Société tient ses membres informés des dernières découvertes par le biais de bulletins d'information et du Journal of Vertebrate Paleontology.

## Classification
Diagramme classique du fuseau de l'évolution des vertébrés au niveau de la classe
Le système de classification « traditionnel » des vertébrés utilise une taxonomie évolutive dans laquelle plusieurs des taxons répertoriés sont paraphylétiques, c'est-à-dire ont donné naissance à d'autres taxons ayant reçu le même rang. Par exemple, les oiseaux sont généralement considérés comme les descendants de reptiles (les dinosaures saurischiens pour être précis), mais dans ce système, les deux sont répertoriés comme des classes distinctes. Selon la nomenclature phylogénétique, un tel arrangement est inacceptable, bien qu'il offre un excellent aperçu.
Ce schéma classique est encore utilisé dans les ouvrages où une vue d'ensemble systématique est essentielle, par ex. Benton (1998), Hildebrand et Goslow (2001) et Knobill et Neill (2006),,. Bien que principalement vu dans les ouvrages généraux, il est également encore utilisé dans certains ouvrages spécialisés comme Fortuny & al. (2011).
Royaume Animalia
- Phylum Chordata (vertébrés)
  - Classe Agnatha (poisson sans mâchoire)
    - Sous-classe Cyclostomata (myxine et lamproie)
    - Sous-classe Ostracodermi (poisson cuirassé sans mâchoire) †

  - Classe Chondrichtyens (poissons cartilagineux)
    - Sous-classe Elasmobranchii (requins et raies)
    - Sous-classe Holocephali (chimères et parents disparus)

  - Classe Placodermi (poisson cuirassé) †
  - Classe Acanthodii (« requins épineux », parfois classés parmi les poissons osseux) †
  - Classe Osteichthyes (poissons osseux)
    - Sous-classe Actinoptérygiens
    - Sous-classe Sarcoptérygiens

  - Classe Amphibia
    - Sous-classe Labyrinthodontia †
    - Sous-classe Lepospondyli †
    - Sous-classe Lissamphibia

  - Classe Reptilia
    - Sous-classe Anapsida
      - Ordre Cotylosauria †

    - Sous-classe Synapsida
      - Ordre Pelycosauria †
      - Ordre Therapsida †

    - Sous-classe Euryapsida
      - Ordre Sauropterygia †
      - Ordre Ichthyosauria †

    - Sous-classe Diapsida (lézards et serpents aussi)
      - Ordre Crocodilia (crocodiles, alligators, etc.)
      - Ordre Sphenodontia (Tuatara et parents)
      - Ordre Squamata (lézards et serpents)
      - Ordre Thecodontia †
      - Ordre Pterosauria †
      - Ordre Saurischia (dinosaures) †
      - Ordre Ornithischia (dinosaures) †

  - classe Aves
    - Sous-classe Archaeornithes (oiseaux primitifs ressemblant à des dinosaures comme Archaeopteryx) †
    - Sous-classe Neornithes (oiseaux modernes et certaines formes avancées du Crétacé)
      - Super-ordre Odontognathae (oiseaux à dents du Crétacé) †
      - Super-ordre Palaeognathae (ratites)
      - Super-ordre Neognathae (Tous les autres oiseaux existants)

  - Classe Mammifères
    - Sous-classe Prototheria
      - Ordre Monotremata (ornithorynques et échidnés)

    - Sous-classe Theria
      - infraclasse Metatheria
        - Ordre des Marsupialia (kangourous, dunnarts, opossums, wombats, etc.)

      - Infraclasse Eutheria (placentaires)
        - Ordre Insectivora
        - Ordre Chiroptera (chauves-souris)
        - Ordre Creodonta
        - Ordre Carnivora (chiens/chats)
        - Ordre Perissodactyla (chevaux)
        - Ordre Artiodactyla (bovins et autres ongulés)
        - Ordre Proboscidea (éléphants)
        - Ordre Edentata
        - Ordre Cetacea (baleines et dauphins)
        - Ordre Rodentia (souris, rats, etc.)
        - Ordre Lagomorpha (lapins)
        - Ordre Primates (singes, grands singes et primates)

## Le Réseau des Collections Thématiques oVert
Le réseau de collection thématique (TCN) oVert (openVertebrate) est un projet qui vise à générer et à distribuer des données numériques tridimensionnelles haute résolution pour l'anatomie interne à travers la diversité des vertébrés. Le projet permettra de scanner plus de 20 000 spécimens conservés dans des fluides, représentant plus de 80 % des genres vivants de vertébrés, dans un réseau de centres de numérisation à travers les États-Unis. Cette collection d'images numériques et de volumes tridimensionnels sera ouverte à l'exploration, au téléchargement et à l'utilisation pour répondre aux questions liées à la découverte de nouvelles espèces, documenter les modèles de diversité anatomique et de croissance et tester les hypothèses de fonction et d'évolution.